# Галина
Гали́на (от др.-греч. γαλήνη [ɡalɛ᷄ːnɛː] — «спокойствие, тишина, безмятежность; штиль») — женское имя. В древнегреческой мифологии, Галена — имя нереиды, которая покровительствовала спокойному морю.
В честь Галены назван астероид (427) Галена, открытый  27 августа 1897 года французским астрономом Огюстом Шарлуа в обсерватории Ниццы.

## Именины
- Галина, 23 февраля (ум. 252)
- Галина Коринфская, мученица (ум. 290). Память 10/23 марта н. ст. и 16/29 апреля н. ст.[4]